# Moro Baruk
 (octobre 2019).
Si vous disposez d'ouvrages ou d'articles de référence ou si vous connaissez des sites web de qualité traitant du thème abordé ici, merci de compléter l'article en donnant les références utiles à sa vérifiabilité et en les liant à la section « Notes et références ».
Pour les articles homonymes, voir Baruk.
Moro Baruk, né en 1947 en Égypte, est un artiste et un artisan, designer et entrepreneur actif à Jacmel (Haïti).
Moro Baruk et sa femme Paule sont arrivés en Haïti pour aider à consolider une petite communauté bahá'íe. Un an après, en 1980[réf. nécessaire], ils se sont installés à Jacmel. Paule et Moro ont établi une communauté bahá'íe dans Jacmel et ses environs, une communauté qui a grandi avec les années et qui s'étend sur tout le département du Sud-Est.
En 1985, ils ont fondé une entreprise artisanale produisant des articles décoratifs en bois. "Les Créations Moro" ont changé de nom quelques années plus tard en devenant une société anonyme : Art Utile SA.
"Les Créations Moro/Art Utile SA" s'est spécialisée dans des motifs de caractère tropical avec des couleurs vives. La production est vendue à Jacmel et dans plusieurs autres pays de la Caraïbe.
Après le tremblement de terre qui a meurtri Haïti en 2010, les produits de Moro ont trouvé leur chemin chez Macy's, Donna Karan et d'autres nouveaux clients.